# Stockholm Open 2024
Stockholm Open 2024 — тенісний турнір, що проходив на кортах з твердим покриттям у місті Стокгольм, Швеція з  14 до 20 жовтня. Належав до категорії ATP 250.

## Фінальна частина

### Одиночний розряд
Томмі Пол —  Григор Димитров 6–4, 6–3

### Парний розряд
Гаррі Геліоваара /  Генрі Петтен —  Петр Ноуза /  Патрік Рікль 7–5, 6–3